# Crosby (Texas)
Crosby is een plaats (census-designated place) in de Amerikaanse staat Texas, en valt bestuurlijk gezien onder Harris County.

## Demografie
Bij de volkstelling in 2000 werd het aantal inwoners vastgesteld op 1714.

## Geografie
Volgens het United States Census Bureau beslaat de plaats een oppervlakte van
5,9 km², geheel bestaande uit land. Crosby ligt op ongeveer 14 m boven zeeniveau.

## Economie
De Franse chemiegroep Arkema heeft een chemische fabriek in Crosby, waar peroxiden worden gemaakt. Eind augustus 2017 overstroomde het fabrieksterrein ten gevolge van orkaan Harvey, en raakte de fabriek beschadigd toen zich explosies voordeden.

## Plaatsen in de nabije omgeving
De onderstaande figuur toont nabijgelegen plaatsen in een straal van 16 km rond Crosby.